# Église Saint-Pierre (Copenhague)
 (décembre 2024).
Si vous disposez d'ouvrages ou d'articles de référence ou si vous connaissez des sites web de qualité traitant du thème abordé ici, merci de compléter l'article en donnant les références utiles à sa vérifiabilité et en les liant à la section « Notes et références ».
Pour les articles homonymes, voir Église Saint-Pierre.
L'église Saint-Pierre de Copenhague (Danemark) est l'église de la communauté évangélique luthérienne germanophone de la ville.

## Histoire
L'église Saint-Pierre est située au centre de Copenhague, en diagonale en face de la Vor Frue Kirke (« église Notre-Dame »), à l'angle de Nørregade et de Sankt-Pederstræde, dans ce qu'on appelle Latinerkvarter. Il s'agit de la plus ancienne église du centre-ville de Copenhague.
Le clocher, la nef centrale et le chœur datent du milieu du XVe siècle.
L'église a été agrandie à plusieurs reprises. Au XVIIe siècle, Christian IV fit relier les bas-côtés sud et nord à l'église auparavant à nef unique et à plusieurs travées, ce qui signifiait que l'intérieur de l'église devenait plus large que long par rapport à son axe principal, qui était aligné avec le chœur au niveau du chœur. est. Le constructeur Hans van Steenwinckel construisit une nouvelle chapelle funéraire en 1681. A la fin du XVIIe siècle, Christian V fait construire un autre bas-côté nord, qui porte aujourd'hui son nom (Salle Christian V ou Christian V.-Saal). Le faîte du toit de cette église-halle est perpendiculaire à son axe liturgique principal.

## Utilisation et importance
Avant la Réforme, l'église Saint-Pierre était l'une des quatre églises paroissiales urbaines. Grâce à la Réforme, elle passa sous l'autorité du roi. En 1585, le roi Frédéric II la mit à la disposition de la communauté germanophone qui a probablement été fondée dix ans plus tôt.
L'église Saint-Pierre était responsable des sujets germanophones du roi danois dans la capitale (il existait aussi une église allemande dans le quartier de Christianshavn à partir du XVIIIe siècle). Cela donnait à l'église Saint-Pierre une signification particulière. À cette époque, l'allemand était la langue de l'élite du pays à la cour, ainsi que dans le domaine des affaires, de l'armée et de la culture. Du XVIIe au XIXe siècle, l'État danois comprenait également les duchés de Schleswig et de Holstein. De nombreuses personnalités importantes de l'État danois étaient donc membres de la communauté de Saint-Pierre (par exemple Peder Schumacher Griffenfeld, Erik Pontoppidan le Jeune, Nicolai Eigtved, Henrik Hielmstierne, Heinrich Ernst Graf Schimmelmann et peut-être aussi Johann Friedrich Struensee). De nombreux contemporains éminents ont été enterrés dans les chapelles funéraires attenantes ;[1] en raison des réglementations légales, les enterrements ont aujourd'hui lieu uniquement sous forme d'urnes. La relation particulière de la communauté avec la famille royale s'exprime encore aujourd'hui à travers le patron royal.[2]
Avec la guerre germano-danoise dite Guerre des Duchés et la séparation du Schleswig, du Holstein et de Lauenburg du Danemark en 1864, l'église Saint-Pierre perdit son importance en tant que communauté aristocratique.
La communauté Saint-Pierre comptait 877 membres au 25 février 2012 soit une tendance à la hausse.[3] L'affiliation à cette communauté n'est pas automatique en fonction de votre lieu de résidence, mais les Allemands et les Danois vivants au Danemark et ayant un lien particulier avec l'Allemagne s'inscrivent eux-mêmes. Cela contribue à ce que la communauté soit disproportionnellement animée par rapport à sa taille. Elle est germanophone et liée à l'EKD (Evangelische Kirche in Deutschland) par un contrat, mais fait également partie de l'Église populaire danoise (Folkekirken). Avec l'école Saint-Pierre voisine, sa chorale et l'association culturelle Saint-Pierre, l'église représente aujourd'hui un centre important pour la culture et la langue allemandes à Copenhague.

## Objets remarquables
Dans l'église se trouve un tableau de Hinrich Krock, Le Christ au mont des Oliviers. Un autre tableau de 1732 représente L'Ascension du Christ. Un tableau des réformateurs n'est pas daté.[4]
Le tableau d'autel classique représentant la résurrection de Jésus a été réalisé par Johan Ludwig Lund (1819) et a été offert par Friederike Brun. Les fonts baptismaux en bronze ont été réalisés en 1830.

### Orgue
L'orgue précédent fut construit par Johann Lorentz l'Ancien en 1639. L'instrument a été reconstruit et agrandi aux XVIIe et XVIIIe siècles par Gottfried Fritzsche et Lambert Daniel Kastens.
L'orgue actuel a été construit par la société W. Sauer Orgelbau (Francfort/Oder) sur la base d'un projet de l'architecte Thorvald Jørgensen (1867-1946) et inauguré le 3 avril 1938. Il se trouvait initialement dans la galerie ouest et a été déplacé vers le bas-côté nord dans le cadre de la restauration de l'église. L'instrument de coffre à cône dispose de 42 registres et de trois transmissions sur trois claviers et pédale. L'action de jeu et de registre est électropneumatique. Il s'agit d'un orgue monumental important du premier mouvement des orgues et du seul orgue Sauer encore en activité en Scandinavie.
Composition de l'orgue
| I Rückpositiv C–g3 |                    |        |
| 1.                 | Singend Gedakt     | 8′     |
| 2.                 | Offen Nachthorn    | 4′     |
| 3.                 | Prinzipal          | 2′     |
| 4.                 | Quinte             | 1 1/3' |
| 5.                 | Terz               | 1 3/5′ |
| 6.                 | Jauchzend Pfeif II |        |
| 7.                 | Cymbel II          |        |
| 8.                 | Vox humana         | 16′    |
| 9.                 | Bärpfeife          | 8′     |
|                    | Tremulant          |        |

| II Hauptwerk C–g3 |             |        |
| 10.               | Quintade    | 16′    |
| 11.               | Prinzipal   | 8′     |
| 12.               | Gemshorn    | 8′     |
| 13.               | Koppelflöte | 8′     |
| 14.               | Oktave      | 4′     |
| 15.               | Rohrflöte   | 4′     |
| 16.               | Quinte      | 2 2/3′ |
| 17.               | Blockflöte  | 2′     |
| 18.               | Superoktave | 1′     |
| 19.               | Mixtur IV-V |        |
| 20.               | Trompete    | 8′     |

| III Schwellwerk C–g3 |                 |        |
| 21.                  | Lieblich Gedakt | 8′     |
| 22.                  | Prinzipal       | 8′     |
| 23.                  | Nachthorn       | 8′     |
| 24.                  | Salicional      | 8′     |
| 25.                  | Prinzipal       | 4′     |
| 26.                  | Klein Gedakt    | 4′     |
| 27.                  | Rohrquinte      | 2 2/3′ |
| 28.                  | Sifflöte        | 2′     |
| 29.                  | Terz            | 1 3/5′ |
| 30.                  | Scharff IV-V    |        |
| 31.                  | Fagott          | 16′    |
| 32.                  | Krummhorn       | 8′     |
| 33.                  | Feldtrompete    | 4′     |
|                      | Tremulant       |        |

| Pedal C–f1 |                |         |
| 34.        | Prinzipal      | 16′     |
| 35.        | Subbass        | 16′     |
| 36.        | Quintbass      | 10 2/3′ |
| 37.        | Oktavbass      | 8′      |
| 38.        | Bassflöte      | 8′      |
| 39.        | Oktave         | 4′      |
|            | Singend Gedakt | 4′      |
| 40.        | Nachthörnlein  | 2′      |
| 41.        | Mixtur IV      |         |
| 42.        | Posaune        | 16′     |
|            | Regal          | 8′      |
|            | Bärpfeife      | 4′      |

## Pasteurs
- Laurids Pedersen (1575–1581)
- Ove Lauridsen (1581–1582)
- Johannes Homann (1582–1593)
- Johannes Krafft (1596–1616)
- Bernhard Mejer (1616–1634)
- Wilkinus Langhorst (1634–1637)
- Thomas Lindemann (1638–1654)
- Daniel Pfeiff (1654–1662)
- Hieronymus Bueck (1662–1673)
- Gerlach Siassius (1673–1675)
- Christian Brämer (1676–1701)
- Johannes Lassenius (1676–1692)
- Bartholomäus Botsack (1693–1709)
- Heinrich Dürkop (1706–1730)
- Felix Christopher Mentzer (1706–1711)
- Matthias Schreiber (1712–1746)
- Anton Christopher Rohn (1729–1766)
- Eberhard David Hauber (1746–1765)
- Balthasar Münter (1765–1793)
- Friedrich Gabriel Resewitz (1767–1774)
- Ludwig Manthey (1775–1813)
- Johann Gottlob Marezoll (1794–1803)
- Matthias Friedrich Paisen (1803–1814)
- Albrecht Heinrich Matthias Kochen (1816–1824)
- Johann Christian Gottberg Johannsen (1825–1854)
- Paul Ferdinand Schmaltz (1856–1893)
- Carl Wilhelm Friedrich Kriel (1893–1904)
- Wilhelm Ludwig August Lampe (1904–)
- Werner Görnandt (1934–1960)
- Henning Schröer (1960–1967)
- Niels Hasselmann (1967–1979)
- Detlef von Holst (1996–2005)
- Markus Löwe (2006–2012)
- Peter Krogull (2012–2019)
- Rajah Scheepers (du 01 août 2019)

## Organistes
- Niels Peter Jensen (1828–1846)
- Otto Malling (1878–1890)
- Thomas Schäfer-Winter (1986–1989 ainsi que 1998–2001)[5]
- Annedore Neufeld (2002–2005)
- Mark Baumann (2009–2018)
- Jonathan Sievers (depuis 2019)

## Source de la traduction
- (de) Cet article est partiellement ou en totalité issu de l’article de Wikipédia en allemand intitulé « St.-Petri-Kirche (Kopenhagen) » (voir la liste des auteurs).